# Twiggy
Twiggy, właśc. Lesley Lawson (ur. 19 września 1949 w Brent w Londynie, jako Lesley Hornby) – angielska supermodelka, aktorka, piosenkarka.
Karierę rozpoczęła w wieku 16 lat. Za przyczyną Twiggy, ówczesnym kanonem piękna kobiecego stały się duże oczy, regularne rysy i drobna dziecięca sylwetka. Swój pierwszy sukces aktorski odniosła w filmie Kena Russella „Chłopak” („The Boy Friend”). Otrzymała za ową rolę dwa Złote Globy. Swoją karierę kontynuowała w Anglii i Ameryce. Grała m.in. w takich produkcjach jak The Blues Brothers, Club Paradise i The Little Match Girl. W 1988 roku poślubiła Leigha Lawsona.
Jako pierwsza użyczyła swojego wizerunku do stworzenia lalki Barbie.
W 1997 ukazała się jej autobiografia, zatytułowana Twiggy in Black and White.

## Nagrody filmowe
- 1972 – Złoty Glob dla najbardziej obiecującej nowej aktorki (1971 The Boy Friend)
- 1972 – Złoty Glob dla najlepszej aktorki w komedii lub musicalu (1971 The Boy Friend)

## Filmografia

### Filmy fabularne
- 1971: Przyjaciel (Boy Friend) jako Polly Browne
- 1974: W jako Katie Lewis
- 1980: Blues Brothers jako Chic Lady
- 1981: Pigmalion (Pygmalion) jako Eliza Doolittle
- 1986: Club Paradise jako Phillipa Lloyd
- 1986: Dziewczynka z zapałkami (The Little Match Girl) jako Josie Roberts
- 1988: Madame Sousatzka jako Jenny
- 1989: Stambuł (Istanbul) jako Maud

### Seriale TV
- 1975: Twiggy
- 1992: Opowieści z krypty jako Bonnie
- 1994: Pomoc domowa jako Jocelyn Sheffield